# Убивство під час дачного сезону
«Убивство під час дачного сезону» — фільм 2008 року.

## Зміст
Ніна знайомиться з волоцюгою біля свого будинку. По можливості вона підтримує його матеріально. Коли він знаходить собі роботу охоронця дачі у старого приятеля, то обіцяє Ніні, що не забуде її доброти і приїде на день народження. Коли цього не сталося, жінка з'ясовує, що він звинувачений у вбивстві дружини свого друга. Ніна не хоче вірити в таке, адже дуже симпатизує обвинуваченому. Вона вирішує докопатися до правди власними силами, щоб врятувати невинного.